# 库鲁姆巴佩特
库鲁姆巴佩特（Kurumbapet），是印度本地治里本地治里县的一个城镇。总人口7412（2001年）。

## 人口
该地2001年总人口7412人，其中男性3746人，女性3666人；0—6岁人口884人，其中男450人，女434人；识字率71.76%，其中男性为78.96%，女性为64.40%。